# چانسی دپیو
چانسی دپیو (به انگلیسی: Chauncey Depew) سناتور سابق عضو حزب جمهوری‌خواه ایالات متحده آمریکا بود. وی در سال ۱۸۹۹ تا ۱۹۱۱ میلادی سناتور ایالت نیویورک در سنای ایالات متحده آمریکا بود.